# 土橋茜子
土橋 茜子（つちはし あかね、本名:平松 茜子（ひらまつ あかね、旧姓:土橋　1986年5月18日 - ）は、日本の元近代五種競技選手、元トライアスロン選手。京都府出身。京都外大西高校、立命館大学卒業。

## 経歴
2010年11月、広州アジア競技大会トライアスロンにて銀メダル獲得。
しかし、ロンドンオリンピック出場を逃し去就を考えていたところ、近代五種に興味を持ち転向を決める。
2015年、日本近代五種協会ナショナルチームに選出。
2016年、引退。
2017年、立命館大学体育会トライアスロン部コーチに就任。

## 私生活
2017年7月18日に日本食研トライアスロン部のコーチ兼選手である平松 幸紘氏と結婚。

## エピソード
トライアスロン選手時代、スパッツタイプのウェアの選手が多い中、「股関節周りが動きやすい」という理由でハイレグタイプのウェアを選択しており、アジア大会ではレース後にボランティアから写真撮影をねだられるなど大人気だった。